# Isaiah Michalski
Isaiah Michalski (* 28. September 1998 in Berlin) ist ein deutsch-britischer Schauspieler und Autor.

## Leben und Wirken
Michalski wurde 1998 in Berlin geboren und wuchs bilingual (deutsch und englisch) auf. Sein Filmdebüt gab Michalski 2011 in dem US-amerikanischen Film Anonymus. Mit bereits zehn Jahren wurde Michalski mit dem 'Tim Rice'-Preis ausgezeichnet. Michalski schrieb 2015 das englischsprachige Theaterstück Into The Haystack, eine politische Satire über einen dystopischen Überwachungsstaat, inszeniert im English Theatre Berlin.
Michalski studiert seit 2017 an der Harvard University, USA.

## Filmografie

### Drehbuch
- 2022: King of Stonks (Fernsehserie)
- 2022: Love Addicts (Fernsehserie)
- 2022: Buba

### Schauspieler
- 2011: Die drei Musketiere (The Three Musketeers)
- 2011: Anonymus
- 2013: Hänsel und Gretel: Hexenjäger (Hansel & Gretel: Witch Hunters)
- 2013: Der Medicus
- 2014: Closer to the Moon
- 2014: The Clapham Bus to Wonderland (Kurzfilm)
- 2017: Tatort: Level X
- 2018: Das schweigende Klassenzimmer